# Мандричина
Мандри́чина — річка в Богодухівському районі Харківської області. Ліва притока Сухого Мерчика (басейн Дніпра).

## Опис
Довжина 11 км, похил річки — 3,0 м/км. Формується з декількох безіменних струмків та водойм. Площа басейну 76,5 км².

## Розташування
Мандричина бере початок на південно-східній околиці селища Мар'їне. Тече переважно на північний захід через селища Мандричине та Шарівку і впадає в річку Сухий Мерчик, ліву притоку Мерли.

## Притоки
- Яр Гартоватий - ліва притока у Валківській міській громаді. Бере початок на північно-західній околиці села Ков'яги, тече на північний захід і впадає у Мандричину між селами Ков'яги і Мар'їне.
- Балка Кумишна - ліва притока у Богодухівській громаді, впадає у Мандричину між селами Ков'яги і Мар'їне.
- Балка Василенкова -  ліва притока у Валківській і Богодухівській громадах, впадає у Мандричину на південно-східній околиці села Мар'їне.
- Балка Берестова - права притока у Богодухівській громаді, впадає у Мандричину у селищі Мандричине.